# Юнак (Дрогобич)
«Юнак» Дрогобич (пол. Junak Drohobycz; офіційна назва Військово-цивільний спортивний клуб Юнак Дрогобич) — польський футбольний клуб із Дрогобича.

## Історія
Колишні назви:
- 1922—1930: «Чарні» (пол. Czarni)
- 1930—1931: «Стшелєц» Дрогобич (пол. Strzelec Drohobycz)
- 1931—1937: КСПВіВФ «Юнак» Дрогобич (пол. Klub Sportowy Przysposobienia Wojskowego i Wychowania Fizycznego Junak Drohobycz)[1]
- 03.1937—1939: ВЦКС «Юнак» Дрогобич (пол. WCKS [Wojskowo-Cywilny Klub Sportowy] Junak Drohobycz)

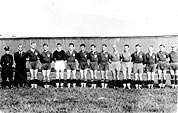
«Юнак» (Дрогобич)

Початки клубу пов'язують зі створенням у 1922 р. філії львівської команди «Чарні», а футболісти команди походили з товариства «Сокул». В 1930 р. члени дрогобицької філії розірвали з «Чарними» і змінили назву на «Стшелєц». У 1931 р. при повітовій комендатурі фізичного виховання та військової підготовки Дрогобича силами польських військових та колишніх ветеранів міста на базі парамілітарного товариства «Стшелєц» було утворено футбольну команду, якому було надано назву «Юнак».
У 1932 році команда розпочала виступи у класі «С» Львівської окружної ліги й майже відразу стала переможцем, вийшовши до класу «В». У 1934 р. «Юнак» став одним з переможців турніру за право перейти до класу «А». Три роки знадобилося, щоб стати переможцем класу «А» (сезон 1936/1937 років), після чого «Юнак» був оголошений абсолютним чемпіоном і отримав путівку до Львівської окружної футбольної ліги. У фінальному турнірі дрогобичани виявилися сильнішими за тернопільські «Креси», перемишльський «Сян» та клепарівський «Бяли ожел».
У березні 1937 року клуб перейменовано на ВЦКС «Юнак Дрогобич», а найбільші його успіхи пов'язані з новим керівником Мєчиславом Млотеком. Клуб домовився з власниками місцевих нафтових родовищ про фінансову підтримку. Спроваджено багатьох сильних футболістів з найкращих клубів Польщі (місцевими вихованцями в основному складі були М. Ґурскі та Т. Макомацький) й вже у сезоні 1937/1938 рр. «Юнак» посів 7-е місце з 14 команд. Вершиною успіху став сезон 1938/1939 рр., коли підопічні тренера Т. Красоня стали чемпіонами окружної ліги.

## Львівська окружна футбольна ліга (сезон 1937/1938 років)
| м  | команда               | ігри | очки | м'ячі |
| 1  | «Чарні» (Львів)       | 26   | 40   | 74-29 |
| 2  | «Україна» (Львів)     | 26   | 32   | 60-44 |
| 3  | «Полонія» (Перемишль) | 26   | 32   | 54-45 |
| 4  | «Гасмонея» (Львів)    | 26   | 31   | 40-28 |
| 5  | «Лехія» (Львів)       | 26   | 28   | 57-49 |
| 6  | «Погонь» IВ (Львів)   | 26   | 26   | 61-57 |
| 7  | «Юнак» (Дрогобич)     | 26   | 26   | 56-52 |
| 8  | WKS (Ярослав)         | 26   | 26   | 51-61 |
| 9  | «Поґонь» (Стрий)      | 26   | 25   | 69-57 |
| 10 | «Ресовія» (Ряшів)     | 26   | 25   | 44-51 |
| 11 | RKS (Львів)           | 26   | 25   | 30-35 |
| 12 | «Корона» (Самбір)     | 26   | 21   | 50-79 |
| 13 | «Чувай» (Перемишль)   | 26   | 19   | 36-52 |
| 14 | «Сокіл» II (Львів)    | 26   | 8    | 18-61 |

Таблиця складена за польським футбольним довідником.
Ігри «Юнака» (першими вказані домашні ігри): 
«Чарні» — 1:0, 3:3
«Україна» (Львів) — 1:2, 4:3
«Полонія» (Перемишль) — 3:1, 2:1
«Гасмонея» (Львів) — 2:2, 1:2
«Лехія» (Львів) — 0:2, 3:4
«Поґонь» IВ (Львів) — 0:1, 2:3
WKS (Ярослав) — 4:2, 3:0
«Поґонь» (Стрий) — 0:3, 3:3
«Ресовія» (Ряшів) — 4:0, 1:4
RKS (Львів) — 3:3, 2:0
«Корона» (Самбір) — 6:3, 1:4
«Чувай» (Перемишль) — 1:2, 3:0
«Сокул» II (Львів) — 3:0, 0:4.

## Львівська окружна футбольна ліга (сезон 1938/1939 років)
У сезоні 1938/1939 до складу команди «Юнак» входило 14 осіб: Ян Кручек, Станіслав Беньковський, Станіслав Ґеруля, Владислав Шевчик, Мєчислав Ґжибі, Стефан Троян. Мєчислав Пфалек та ін., з них 1 ‒ тренер та 1 ‒ суддя.
Ігри клубу в сезоні:
1. 21 серпня 1938 р. Дрогобич. «Юнак» — «Ресовія» — 4:0.
2. 18 вересня 1938 р. Перемишль. «Сян» — «Юнак» — 0:3.
3. 25 вересня 1938 р. Дрогобич. «Юнак» — «Корона» — 1:2.
4. 2 жовтня 1938 р. Львів. «Поґонь» ІВ — «Юнак» — 1:0
5. 9 жовтня 1938 р. Дрогобич. «Юнак» — «Гасмонея» — 4:2 (Макомацький, Кручек, Здобиляк, Шпільман).
6. 16 жовтня 1938 р. Ярослав. WKS — «Юнак» — 1:1.
7. 23 жовтня 1938 р. Львів."Лєхія" — «Юнак» — 1:2.
8. 13 листопада 1938 р. Дрогобич. «Юнак» — «Поґонь» — 2:0.
9. ? березня 1939 р. Стрий. «Поґонь» — «Юнак» — 1:1 (Кручек).
10. 2 квітня 1939 р. Дрогобич. «Юнак» — «Україна» — 3:2 (Кручек-2, Макомацький — Скоцень, Мікльош).
11. 10 квітня 1939 р. Ряшів. «Ресовія» — «Юнак» — 2:5 (Кручек-2, Габовський-2, Ґурський).
12. 16 квітня 1939 р. Самбір. «Корона» — «Юнак» — 1:7 (Кручек-3, Габовський-3, Макомацький).
13. 23 квітня 1939 р. Дрогобич. «Юнак» — «Лехія» — 4:1 (Кручек-2, Макомацький, Ґурський).
14. 30 (?) квітня. Львів. RKS — «Юнак» — 2:4 (Габовський, Макомацький, Кручек, Здобиляк).
15. 7 травня 1939 р. Дрогобич. «Юнак» — WKS — 3:1.
16. 14 травня 1939 р. Дрогобич. «Юнак» — «Сян» — 2:0 (Габовський, Ґурський).
17. 21 травня 1939 р. Львів. «Чарні» — «Юнак» — 2:0.
18. 4 (?) червня. Львів. «Гасмонея» — «Юнак» — 4:2 (Кручек, Ґурський).
19. 8 (?) червня. Дрогобич. «Юнак» — «Поґонь» ІВ — 5:0 (Кручек, Габовський, автогол).
20. ?? червня 1939 р. Львів. «Україна» — «Юнак» — 6:2 (Тихоліз, Олександр Скоцень-2, Мікльош-2, Маґоцький — ?[7].
21. ? червня. Дрогобич. «Юнак» — «Полонія» — 3:2 (Ґурський-2, Шевчик).
22. Дрогобич. «Юнак» — «Чарні» — 3:2
23. Дрогобич. «Юнак» — RKS — 1:0.
24. Перемишль. «Полонія» — «Юнак» — 2:2[8].

Підсумковий варіант турнірної таблиці.
| м  | команда               | ігри | очки | м'ячі |
| 1  | «Юнак» (Дрогобич)     | 24   | 36   | 65:35 |
| 2  | «Україна» (Львів)     | 24   | 31   | 65:37 |
| 3  | «Чарні» (Львів)       | 24   | 27   | 43:34 |
| 4  | «Погонь» ІВ (Львів)   | 24   | 26   | 50:42 |
| 5  | «Гасмонея» (Львів)    | 24   | 26   | 32:30 |
| 6  | «Лехія» (Львів)       | 24   | 24   | 31:34 |
| 7  | «Поґонь» (Стрий)      | 24   | 22   | 52:49 |
| 8  | «Ресовія» (Ряшів)     | 24   | 22   | 41:47 |
| 9  | «Сян» (Перемишль)     | 24   | 22   | 32:47 |
| 10 | «Полонія» (Перемишль) | 24   | 21   | 39:51 |
| 11 | RKS (Львів)           | 24   | 20   | 27:31 |
| 12 | «Корона» (Самбір)     | 24   | 19   | 38:70 |
| 13 | WKS (Ярослав)         | 24   | 16   | 35:43 |

## Турнір за вихід до Ліги (сезон 1939 року)
Влітку 1939 року 14 колективів розігрували 3 путівки до польської Ліги (найвищого дивізіону чемпіонату країни). «Юнак» опинився у ІІІ-й групі, де його суперниками стали «Унія» (Люблін), PKS (Луцьк) та «Стшелєц Ґурка» (Станиславів). Дрогобицька команда вважалася явним фаворитом, завдяки потужному нападу, який складався з лівого вінґера Здобиляка, лівого інсайда Макомацького, центрфорварда Шевчика, правого інсайда Кручека, правого вінґера Габовського й Ґурського, що знайшло підтвердження на практиці. «Юнак» поступився лише головному конкуренту «Унії» на виїзді з рахунком 3:4, хоча на своєму полі дрогобицькі футболісти мав переконливий вигляд — 6:0. Запеклість боротьби підкреслювалася двома протестами з боку «Юнака» та «Унії», зокрема, дрогобичани були змушені переграти виїзну зустріч з луцькою командою, яка й вивела їх до фіналу.
25 червня. Дрогобич. Близько 4000 глядачів. Юнак — Унія (Люблін) — 6:0 (Ґурський — 2, Русек — 2, Шевчик — 2).
2 липня. Луцьк. PKS (Луцьк) — Юнак — 1:1 (Шевчик).
9 липня. Дрогобич. Близько 3000 глядачів. Юнак — Стшелєц Ґурка (Станиславів) — 6:1 (Шевчик — 3, Кручек — 3).
16 липня. Люблін. Близько 4000 глядачів. Унія — Юнак — 4:3 (Здобиляк — 2, Шевчик).
23 липня. Дрогобич. Юнак — PKS — 3:2 (Шевчик, Кручек, Габовський).
30 липня. Станіславів. Стшелєц Ґурка — Юнак — 0:4 (Габовський, Здобиляк, Ґурський, Кручек).
6 серпня. Луцьк. PKS (Луцьк) — Юнак — 0:7 (Шевчик — 4, Здобиляк, Кручек, Габовський).
| № | Команда       | І | В | Н | П | М'ячі | О  | 1   | 2   | 3   | 4   |
| 1 | Юнак          | 6 | 5 | 0 | 1 | 29:7  | 10 | Х   | 6:0 | 6:1 | 3:2 |
| 2 | Унія          | 6 | 5 | 0 | 1 | 23:12 | 10 | 4:3 | Х   | 5:1 | 4:0 |
| 3 | Стшелєц Ґурка | 6 | 1 | 1 | 4 | 7:22  | 3  | 0:4 | ??  | Х   | 3:2 |
| 4 | PKS           | 6 | 0 | 1 | 5 | 8:26  | 1  | 0:7 | 2:7 | 2:2 | Х   |

У фінальному турнірі, де вирішувалась путівка до польської вищої ліги, «Юнак» теж вважався одним з фаворитів у групі з клубами «Шльонськ» (Свентохловиці), «Леґія» (Познань) і «Шмігли» (Вільнюс). Але планам не судилося збутися. У вересні 1939 році, коли розпочалась Друга світова війна, турнір призупинився, а дрогобицький колектив встиг зіграти лише 2 гри — вдома з «Шльонськом» — 0:0 та в гостях проти «Леґії» — 1:1, залишившись 13-ю за рейтингом командою Польщі станом на 1 вересня 1939 року.
13 серпня. Познань. Близько 4000 глядачів. Леґія — Юнак — 1:1 (Ґурський). Ґеруля — Тарковський, Бентковський — Станьчик, Фуярський, Гемерлінґ — Габовський, Шевчик, Ґурський, Кручек, Здобиляк.
20 серпня. Дрогобич. Близько 4000 глядачів. Юнак — Шльонськ (Свентохловиці) — 0:0. Ґеруля — Тарковський, Бентковський — Станьчик, Фуярський, Гемерлінґ — Габовський, Шевчик, Ґурський, Кручек, Здобиляк.
10 вересня. Дрогобич. Юнак — Шмігли (Вільнюс) — не відбувся.
| № | Команда  | І | В | Н | П | М'ячі | О | 1   | 2   | 3   | 4   |
| 1 | Шльонськ | 2 | 1 | 1 | 0 | 2:1   | 3 | Х   | 2:1 |     |     |
| 2 | Шмігли   | 2 | 1 | 0 | 1 | 6:3   | 2 |     | Х   |     | 5:1 |
| 3 | Юнак     | 2 | 0 | 2 | 0 | 1:1   | 2 | 0:0 |     | Х   |     |
| 4 | Леґія    | 2 | 0 | 1 | 1 | 2:6   | 1 |     |     | 1:1 | Х   |

## Кубок Президента Львова 1939 року
Відзнакою успіхів «Юнака» стало запрошення для участі у Кубку Президента Львова з нагоди 35-річчя з часу заснування найсильнішого футбольного колективу Львова «Поґоні». У турнірі взяли участь 4 команди, з яких 3 представляли Лігу — «Поґонь» (Львів), «Вісла» (Краків), «Краковія» (Краків). Ігри проходили два дні підряд, а перемогу в Кубку здобула «Краковія».
І-й тур. 28 травня 1939 року. Львів.
«Вісла» (Краків) — «Юнак» (Дрогобич) — 4:2 (Возняк-2, Холєва, Котлярчик — Макомацький-2).
«Юнак»: Ґеруля — Бентковський, Тарковський — Фуярський, Гемерлінґ, Станьчик — Габовський, Кручек, Шевчик, Макомацький, Здобиляк.
«Краковія» (Краків) — «Поґонь» (Львів) — 6:1
ІІ-й тур. 29 травня 1939 року. Львів.
«Краковія» (Краків) — «Юнак» (Дрогобич) — 5:1 (Зембачиньскі, Корбас, Млинарек, Пайонк, Шеліґа — Кручек). (За даними часопису «Przegląd sportowy» голи у «Краковії» забивали Корбас-2, Пайонк, Шеліґа, Млинарек, ймовірно у газеті вкралася помилка, яку згодом статистики «Краковії» виправили).
«Юнак»: Ґеруля — Бентковський, Тарковський — Фуярський, Мороз, Станьчик — Габовський, Кручек, Ґурський, Макомацький, Здобиляк.
«Вісла» (Краків) — «Поґонь» (Львів) — 1:2.

## Міжнародні ігри
Наразі відомо про дві міжнародні гри «Юнака» й обидві відбулися у протистоянні з угорськими клубами. 6 червня 1936 р. у Дрогобичі за понад 8000 глядачів відбулася зустріч місцевих футболістів проти клубу "Бочкаї" (Дебрецен), який здійснював турне містами Другої Речі Посполитої по завершені чемпіонату Угорщини в якому він виборов 6-е місце. Клас гостей виявився значно вищим, що відбилося у рахунку 1:8 на користь "Бочкаї" (Дебрецен). 10 квітня 1939 р. за присутності близько 3000 глядачів у Дрогобичі «Юнак» приймав чемпіона аматорської першості Угорщини команду К. R. T. (Будапешт). Цього разу успіху добилися господарі — 2:1 (Ґживач, Макомацький).
У вересні 1939 р. майже увесь склад «Юнака» перебрався до Угорщини, а далі вже у ранзі військовослужбовців польського війська, підсилені гравцем збірної Польщі А. Комендо-Боровскі, команда брала участь у неофіційних іграх зі збірною Ірану 2:1, Іраку 6:1, англійського флоту 4:1, єгипетськими клубами.

## Успіхи окремих гравців
Найвідомішим гравцем команди був Болеслав Юзеф Габовський, вихованець краківської «Вісли», котрий у 1939 році відіграв за дрогобицьку команду. Зіграв 2 гри за збірну Польщі, забивши 1 гол. Був у розширеному списку збірної на поїздку на Кубок світу-1938 та на Олімпіаду-1940, яка мала відбутися в Гельсінкі. З початком Другої світової війни депортований до СРСР, де у 1940 році став гравцем московського «Динамо». У 1941 році перейшов до московського «Спартака».
Ще один вихованець краківського футболу Владислав Людвік Шевчик був чемпіоном Польщі 1948 року у складі «Краковії».
Уродженця Дрогобича Мєчислава Ґурського на початку 1941 року запрошували до київського «Динамо», але йому не вдалося закріпитися у складі команди.
Воротар команди Станіслав Ґеруля по закінченні Другої світової війни оселився у Великій Британії, де продовжив кар'єру на аматорському рівні. Зокрема, у складі команди «Уолтемстев Авеню» (Walthamstow Avenue) 31 січня 1953 року взяв участь у грі четвертого етапу розіграшу Кубка Англії проти «Манчестер Юнайтед» на Олд Траффорд (Old Trafford), ставши героєм зустрічі, яка закінчилася внічию 1:1. У повторній зустрічі в Лондоні на стадіоні «Арсеналу» Хайбері (Highbury) команда Ґерулі поступилася 0:5.
Унікальним виконавцем «Юнака» був центральний півзахисник Ян Гемерлінґ, який окрім футбольної кар'єри, паралельно активно займався хокеєм. У складі львівської «Поґоні» він став срібним призером чемпіонату Польщі (1932, 1933, 1935) з футболу. Хокейну кар'єру вибудовував у клубах ЛТЛ (Львів) та «Поґонь» (Львів), був гравцем збірної Польщі з хокею (14 ігор), срібним призером чемпіонату Європи (1929, 1931), учасником чемпіонату світу (1931), чемпіоном країни (1933). У Дрогобичі очолював секцію хокею в клубі «Юнак». Учасник Другої світової війни, після закінчення якої жив у Австралії, де займався бізнесом та журналістикою.

## Найкращі бомбардири команди
Найкращими голеадорами колективу були Ю. Кручек (не менше 38 голів), Т. Макомацький (не менше 25 голів), В. Шевчик (не менше 24 голів), М. Ґурський (не менше 18 голів), З. Здобиляк (не менше 12 голів), Б. Габовський (не менше 11 голів).

## Титули та досягнення
- Чемпіонат Польщі:
  - чемпіон окружної ліги Львівського ОЗПН (1): 1939.

## Президенти клубу
Адам Муха (?-?) — президент клубу з 1931 р.
Мєчислав Млотек (1893, Дубляни -1986, Лондон) — очолював клуб з березня 1937 р. по 1939 р.

## Тренери
Тадеуш Красонь

## Найвідоміші гравці
- Болеслав Юзеф Габовський (1914—1979)
- Ян Ґемерлінґ (1907—1968)
- Станіслав Ґеруля (1914—1979)
- Мєчислав Ґурський
- Збіґнєв Здобиляк (1911 ? — ?)
- Юзеф Кручек (1914—1970)
- Тадеуш Макомацький
- Адам Станьчик (1920/1921 — ?)
- Антоні Фуярський (1917—1981)
- Владислав Людвік Шевчик (1913—1992)